# Martin Fry
Martin David Fry, född 9 mars 1958 i Stretford i Greater Manchester, är en brittisk sångare. Under slutet av 1970-talet studerade han vid universitetet i Sheffield och gav ut ett fanzine vid namn "Modern Drugs". En av de grupper han intervjuade, Vice Versa, rekryterade honom som keyboardspelare. Snart tog dock Fry över som sångare och frontman, gruppen bytte namn och musikalisk inriktning och blev ABC.
Debutalbumet The Lexicon of Love (1982) blev en enorm framgång. Även om gruppen (fr.o.m 1990-talet mer eller mindre synonym med Fry's solokarriär) aldrig har lyckats följa upp denna succé har den varit fortsatt aktiv och givit ut ett flertal album, senast Traffic (2008). På senare år har Fry ofta deltagit i diverse nostalgi-turnéer, både som ABC och i samarbete med andra artister. År 2005 genomförde han en turné tillsammans med Tony Hadley från Spandau Ballet som dokumenterades och gavs ut på CD och DVD under titeln Tony Hadley vs. Martin Fry.
År 2007 var Fry inblandad i soundtracket till filmen Music and Lyrics. Enligt uppgift fungerade han även som röstcoach till filmens huvudrollsinnehavaren Hugh Grant.
Fry har behandlats för Hodgkins sjukdom.